# ドーターズ・オブ・ドラキュラ/吸血淫乱姉妹
『ドーターズ・オブ・ドラキュラ/吸血淫乱姉妹』（ドーターズ・オブ・ドラキュラ/きゅうけついんらんしまい、原題: Vampyres）は、1974年に製作されたイギリスのホラー映画。日本では劇場未公開。

## キャスト
- フラン：マリアンヌ・モリス
- ミリアム：アヌルカ・ジュビンシュカ
- テッド：マレー・ブラウン
- ジョン：ブライアン・ディーコン
- ハリエット：サリー・フォークナー
- マイケル・バーン
- ルパート：カール・ランシュベリー
- ベッシー・ラヴ
- マーガレット・ヒールド
- ジェラルド・ケイス
- エリオット・サリヴァン